# Dim The Lights
『Dim The Lights』（ディム ザ ライツ）は、2017年7月5日に発売されたMONOEYESの2枚目のオリジナルアルバム。

## 解説
2015年にリリースされた『A Mirage In The Sun』から2年ぶりのアルバムである。前作では全曲の作詞作曲を細美武士が手掛けたが、本作ではスコット・マーフィーが3曲を書いており、ボーカルも務めている。メンバー曰く、前作よりもメンバー間で意見を交わしながら制作されたという。なお、収録曲のうち、「Get Up」「Borders & Walls」は、2016年リリースのEP『Get Up E.P.』からの楽曲となっている。
アルバムタイトルは収録曲「3, 2, 1 Go」の歌詞の一節からとったもの。タイトルに付けられている「Dim」は「薄暗い」「（明かりを）暗くする」という意味であるため、ジャケットのデザインは薄暗い風景をモチーフとしている。
本作の音楽的なテーマは、2000年代以降の日本のロックバンドのテンプレとなっているメロコア、パワーポップの定形イディオムから脱却して、2017年現在の「ポストプロダクション時代にフィットする新しいロックのイディオムを作り上げる」、つまり「全く新しいバンドサウンドの構造を作る」というものである。
「Free Throw」と「Two Little Fishes」にはミュージック・ビデオが制作され、MONOEYESの公式YouTubeチャンネルにて公開された。

## 収録曲
| #   | タイトル               | 作詞・作曲           | 時間 |
| --- | ---------------------- | -------------------- | ---- |
| 1.  | 「Leaving Without Us」 | 細美武士             | 3:03 |
| 2.  | 「Free Throw」         | 細美武士             | 4:03 |
| 3.  | 「Roxette」            | スコット・マーフィー | 3:42 |
| 4.  | 「Two Little Fishes」  | 細美武士             | 3:56 |
| 5.  | 「Reasons」            | 細美武士             | 2:44 |
| 6.  | 「Borders & Walls」    | スコット・マーフィー | 3:01 |
| 7.  | 「Get Up」             | 細美武士             | 4:09 |
| 8.  | 「ボストーク」         | 細美武士             | 4:12 |
| 9.  | 「Parking Lot」        | 細美武士             | 3:19 |
| 10. | 「Carry Your Torch」   | スコット・マーフィー | 3:28 |
| 11. | 「3, 2, 1 Go」         | 細美武士             | 4:42 |

## ツアー
7月12日〜10月21日に全28公演のツアー「Dim The Lights Tour 2017」が行われた。